# 地貌景观

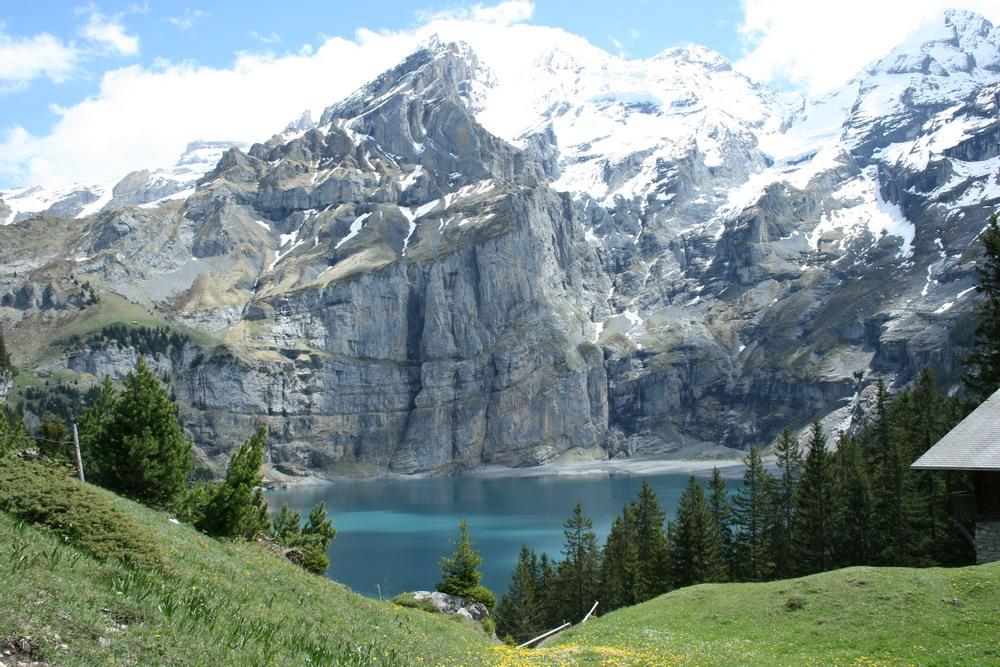
瑞士阿尔卑斯山的厄希嫩湖，可作为高度多元化景观的一个典型。

地貌景观是由一个区域内诸多可见的要素构成。其中有自然要素，包括地形、水体（比如河流、湖泊和海洋）等；动态要素，为土地覆盖（包括土生植被）；人文要素，包括土地利用、建筑物等；瞬时要素（如光照和天气条件）。

## 地表
地表指地球岩石及其风化物（包括土壤）的表层，不包括冰面和水面。按表层物质分：
- 岩石地表：如石漠、戈壁
- 沙质地表：如沙漠、沙滩
- 泥质地表：如泥漠
- 土壤地表：如森林土地表，草原土地表
- 水体底土表面：如湖底土、河底土、海底土

## 植被

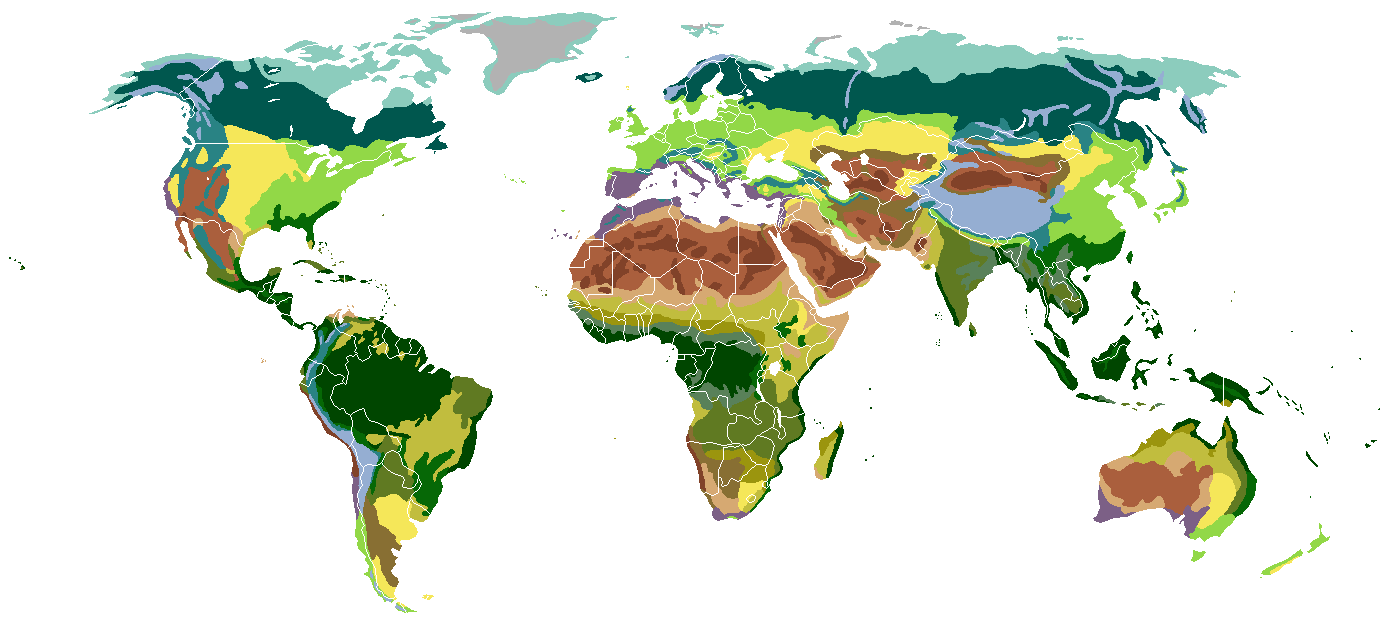
世界植被分區圖

| 冰原 苔原 針葉林 溫帶闊葉林 溫帶草原 亞熱帶雨林 | 地中海灌木林 季風林 荒漠 耐旱灌木地 乾草原 半荒漠 | 草地莽原 稀樹莽原 亞熱帶旱林 熱帶雨林 高山苔原 山地森林 |

- 雨林
- 灌木林
- 草原
- 苔原

## 另見
- 景觀